# Vegard
Vegard ist ein norwegischer männlicher Vorname mit der Bedeutung Bewahrung, Schutz.

## Bekannte Namensträger
- Vegard Heggem (* 1975), norwegischer Fußballspieler
- Vegard Opaas (* 1962), norwegischer Skispringer
- Vegard Sklett (* 1986), norwegischer Skispringer
- Vegard Sverre Tveitan (* 1975), norwegischer Komponist und Musiker
- Vegard Ulvang (* 1963), norwegischer Skilangläufer
- Vegard Ylvisåker (* 1979), norwegischer Künstler und Komiker